# Cyriacus (Makuria)
Cyriacus war ein König von Makuria (ein mittelalterlicher, christlicher Staat im heutigen Sudan), der von etwa 747 bis 768 regierte. 
Um das Jahr 748 wurde der Patriarch von Alexandria, Michael, von dem Emir Ägyptens Abd el-Malik gefangen genommen, da er mit Cyriacus im Briefwechsel stand, wohl aber auch, um Geld zu erpressen. Cyriacus verlangte die Freilassung des Patriarchen, worauf der Emir nicht reagierte. Cyriacus zog daraufhin mit einer Armee nach Ägypten, angeblich mit 100.000 Reitern. Er zog plündernd und mordend durch das Land und gelangte bis nach Kairo, wo er mit seinem Heer vor der Stadt rastete. In der Zwischenzeit ließ der Emir den Patriarchen frei, worauf Cyriacus wieder nach Makuria abzog.